# Guillem Viladot i Puig
Guillem Viladot i Puig (Agramunt, 26 d'abril de 1922 - Barcelona, 19 de novembre de 1999) va ser un farmacèutic, escriptor prolífic i poeta visual català. Va ser un creador polifacètic d'una desbordant creativitat que va festejar i excel·lir en múltiples llenguatges artístics: el poètic, el literari, l'experimental, el periodístic i el plàstic.
L'any 2022, amb motiu del centenari del seu naixement, una iniciativa ciutadana va aconseguir que el Govern de la Generalitat declarés l'Any Viladot com a digne de commemoració oficial. Entre els actes del seu centenari destaquen l'exposició itinerant «Guillem Viladot, l’experimentació incessant», comissariada per Pau Minguet, director de la Fundació Lo Pardal d'Agramunt, la instal·lació d'un poema arquitectònic a la Vinya dels Artistes de la Pobla de Cérvoles a partir del «Poema de l'Home» de Viladot, obra de Jaume Farreny, o la presentació del capgròs de Guillem Viladot dins dels actes de la festa major d'Agramunt.

## Biografia
Guillem Viladot i Puig neix a Agramunt el 1922, en una família d'apotecaris. Després de passar la seva infància i bona part de joventut a Agramunt, es trasllada a Barcelona per estudiar Farmàcia a la Universitat de Barcelona. L'any 1949 es llicencia i torna a instal·lar-se al seu poble natal per treballar a la farmàcia del seu pare. El 1950 cau malalt i, convalescent, escriu Temps d'estrena, iniciant un cicle de novel·les que defineixen el seu mite de Riella, topònim fictici d'Agramunt: Els infants de Riella (1965), Aril Avall (1966), La gent i el vent (1967), L'arrel de panical (1970) i Memòria de Riella (1974).
Paral·lelament a l'obra discursiva, l'any 1959 escriu Metaplasmes i el 1960 IA-URT que inicien les seves experiències com a poeta concret, desestructurant els codis alfabètics i lingüístics. Esdevé precursor de la poesia concreta (un subgènere de la poesia visual) i el primer editor d'un llibre d'aquest tipus a l'Estat espanyol, amb l'obra Estrips que edita a Agramunt l'any 1964, seguit de Nou-plast-poemes de 1965, que motivaran tot un treball com a poeta visual que desenvolupa al llarg de la seva vida.
A finals dels anys 1970 s'interessa per la psicoanàlisi, que integra a la seva assagística amb novel·les com Ricard (1977), La llei de pedra (1979), L'amo (1982) o Discurs horitzontal (1982). Aquestes obres precedeixen el cicle de novel·les històriques de caràcter també psicològic, com Joana (1991), o Carles (1994), i els reculls de la seva poesia completa, reunida en cinc volums, així com les seves darreres novel·les: Els ulls (1999), Les vel·licositats (1999), Ruth (2000) i L'energia (2001).
Va conrear un ampli ventall de manifestacions artístiques, tant literàries com plàstiques. El qüestionament de les convencions literàries el va portar sovint a les fronteres entre gèneres. Com a creador va mostrar una actitud dissident i marginal enfront de les diverses formes de poder. En són una mostra les novel·les La cendra (1970), Ricard (1976), L'amo (1980), Memorial de Na Nona (1983), Carles (1994), Autobiografia de Déu (1998), entre d'altres.
Pel que fa a la seva obra poètica, la vessant experimentalista el va portar al poema-objecte i també a la prosa poètica, sempre des d'una lectura exhaustiva de l'avantguarda. La seva va ser una obra que traspuava modernitat durant els anys difícils de la postguerra, i que va anar publicant en petites edicions d'autor fins als anys 1980, quan Edicions del Mall edita el seu celebrat Amor físic (1983). Des d'aleshores, diverses editorials -Mall, Columna, Pagès- han dut a terme la tasca de treure a la llum les seves poesies completes, que han estat reunides en cinc volums, el darrer d'ells publicat de manera pòstuma: Poesia Completa V (2004).
Va col·laborar a les revistes i diaris La Mañana, Segre, La Vanguardia, Diari de Lleida, El Observador, Avui, El Periódico, Labor, Ciudad, Destino, Sió, Oriflama, Ponent i Serra d'Or. Durant els anys 1990 obre a Agramunt els edificis de Lo Pardal, una casa dedicada a la poesia visual, que des de l'any 2000 acull la Fundació Privada Guillem Viladot, un museu dedicat a preservar la seva memòria.
Va ser soci honorari de l'Associació d'Escriptors en Llengua Catalana i va rebre la Creu de Sant Jordi el 1993. Viladot va morir a Barcelona el 19 de novembre de 1999.

## Obra
La seva obra, independent i al marge dels cercles literaris, està impregnada d'un esperit de revolta contra qualsevol forma d'autoritat, que identifica tant amb les institucions com amb elements més personals i interioritzats, tot això des d'una perspectiva influïda per la psicoanàlisi (el pare, déu, les inhibicions sexuals i el llenguatge). Tanmateix, fa una escriptura de fort component lúdic, amb jocs de paraules, humor absurd, i amb el jo com a matèria d'indagació. El seu estil és acurat, original i amb un fort esperit de recerca creadora.
Viladot és un escriptor complet: manté les seves arrels però també forma part del conjunt universal artístic i literari de creació; és tradicional i alhora innovador. Hi ha tres Guillem Viladot: un escriptor de contes, un novel·lista, i un poeta.
La part més coneguda de la narrativa de l'autor és Temps d'estrena i la resta de narracions breus dins Memòria de Riella. Darrere aquestes obres hi ha la voluntat de recuperar l'ambient d'una infantesa idealitzada, per una banda, i mostrar els «fantasmes» d'aquesta per intentar superar-los. Així, doncs, a la tetralogia es presenten els records i els fantasmes que han ocupat Riella, geografia mítica del poble natal, Agramunt, i la joventut del mateix autor. Les narracions de Memòria de Riella estan ordenades cronològicament. El primer volum, Temps d'estrena, es basa en anècdotes familiars i escolars d'infantesa, com records de la vida rural, de malaltia i de les primeres amistats, explicats amb un to poètic. La narració acaba amb l'entrada del protagonista a un internat lleidatà per cursar el Batxillerat. Els següents volums són satírics i caricaturescos, tocant l'esperpent. Els infants de Riella és una recopilació de les descripcions de cinquanta nois i noies de l'època, com si fos una memòria generacional del seu temps d'infantesa. A La gent i el vent aquests xicots s'han fet adults, i se'ns descriuen tant les seves vides com els paisatges costumistes de Riella, amb un punt grotesc. I a L'arrel del panical, el paisatge humà pren més importància a l'època de l'onada immigratòria i la bonança econòmica dels anys 1960.
Per altra banda, Aril avall és una novel·la curta que recopila i sintetitza tot el món de Riella creat per Viladot, seguint amb l'ambient rural i pairalista, però canviant el marc geogràfic a Andorra i la Seu d'Urgell i tenyint la narració d'un to més tràgic. Aquesta novel·la suposa el primer aprofundiment en la psicologia d'un personatge i l'enriquiment del discurs per la introducció d'elements màgics i onírics.
Pel que fa a la poesia, Viladot no és gens convencional. A partir del 1957, comença a experimentar en la desconstrucció del llenguatge i fa el pas a la poesia visual, i crea un gènere propi, la «poesia concreta». Ell mateix ho explica a una entrevista de 1957:
| «                       | Poesia concreta, visual, oftàlmica, icònica, guestàltica, semiòtica o digues-li el que vulguis. El nom no fa la cosa. Era una resposta a una necessitat. Jo en aquest sentit vaig ser un franctirador des d'aquí, a Agramunt. Eren els anys 1950. Després vaig saber que a Barcelona hi havia en Brossa. Només que ell partia d'una immensa informació i jo de la necessitat del desig. I això no és cap judici de valor. | » |
| — Guillem Viladot, 1957 | |   |

## Llista d'obres

### Poesia
- Sopes amb pa torrat (1965)
- Contrapoemes (1972)
- Entre Opus i Opus (1973)
- Amor físic (1983)
- Urc del cos (1985)
- Res comú (1997)
- Poesia completa (1990-1996) (1998)
- Papers de l'oblit (2000)

### Novel·la i narrativa breu
- Temps d'estrena. Barcelona: Selecta, 1959.
- Els infants de Riella. Barcelona: Destino, 1965.
- Erill avall. Barcelona: Alfaguara, 1966.
- La gent i el vent. Barcelona: Selecta, 1967 (premi Víctor Català 1966).
- La rel de panical (o L'arrel de panical). 1970. (inèdit fins al 1974).
- La cendra. Barcelona: Nova Terra, 1972; Barcelona: Hogar del Libro, 1980, 2a ed.
- Memòria de Riella Barcelona: Pòrtic, 1974. Tetralogia que inclou les obres de 1959 a 1974:
  - Temps d'estrena
  - Els infants de Riella
  - La gent i el vent
  - La rel del panical (fins aleshores inèdit)
- Tingues memòria de mi. Barcelona: Galba, 1976.
- Ricard. Barcelona: Galba, 1977.
- La llei de pedra i altres històries. Barcelona: Pòrtic, 1979.
- L'amo. Barcelona: Laia, 1982.
- Discurs horitzontal. Barcelona: Pòrtic, 1982.
- Memorial de Na Nona. Barcelona: El Mall, 1983.
- Autostop a la ciutat submergida (1984)
- Mà de reis. Barcelona: La Magrana, 1985.
- Simetria. Barcelona: El Mall, 1986.
- Ciutadà 000000000001. València: Tres i Quatre, 1989.
- Joana. Barcelona: Columna, 1991.
- Itineraris interiors. Lleida: La Mañana, 1992.
- Carles. Barcelona: Columna, 1994.
- Autobiografia de Déu. Barcelona: Columna, 1997.
- El Trill: Els coixins, El poeta, El braser. Lleida: Pagès, 1998.
- Els ulls. Barcelona: Columna, 1999.
- Les vel·licositats. Lleida: Pagès, 1999.
- Ruth. Barcelona: Columna, 2000.
- L'energia. Barcelona: Columna, 2001.
- Somni d'un apotecari d'estiu. Barcelona: Comanegra, 2022.[12]

### Altres publicacions
- La finestra induïda (1980), assaig
- El vell ocell (1982), per a infants
- Simbad, el mariner (1982)
- Professor Fluss. El televisor vivent (1982)
- Itineraris interiors (La Manyana, 1992)

## Patrimoni literari

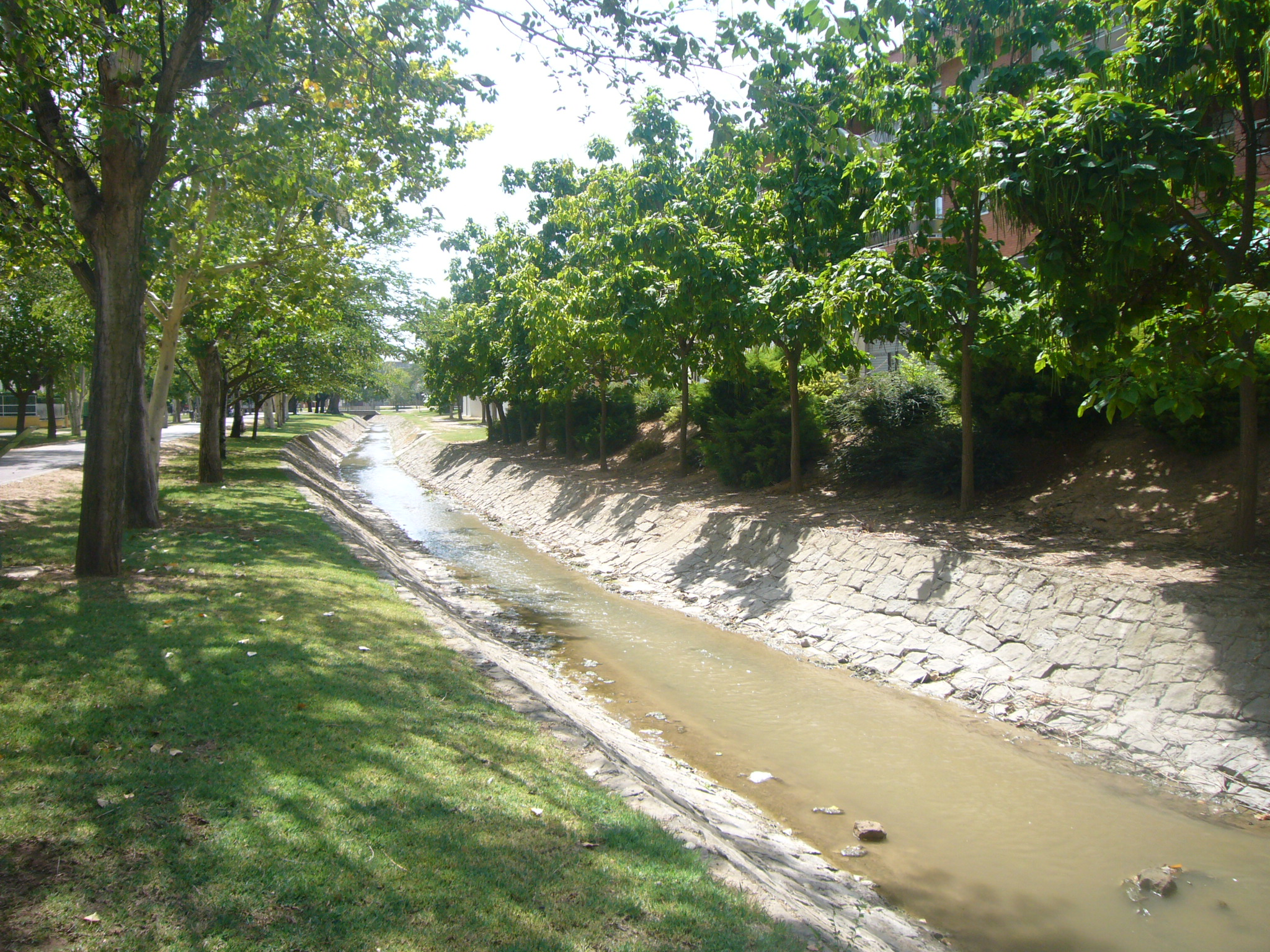
El riu Sió a Agramunt

Per entendre una mica més la vida i l'obra d'un autor és necessari conèixer els punts geogràfics als quals va viure, ja que aquests condicionen tant la vida com l'obra d'aquests. I de la mateixa manera que els indrets influencien, els artistes també hi deixen una petjada. Al cas de Guillem Viladot seria la seva vil·la natal, Agramunt:
| «                 | Jo vaig néixer un dia de primavera sense adonar-me'n. Va ser sense avisar, com sol passar sempre. Això succeïa a Agramunt, a la Ribera del Sió, subcomarca de l'Urgell, al Ponent català. | » |
| — Guillem Viladot | |   |

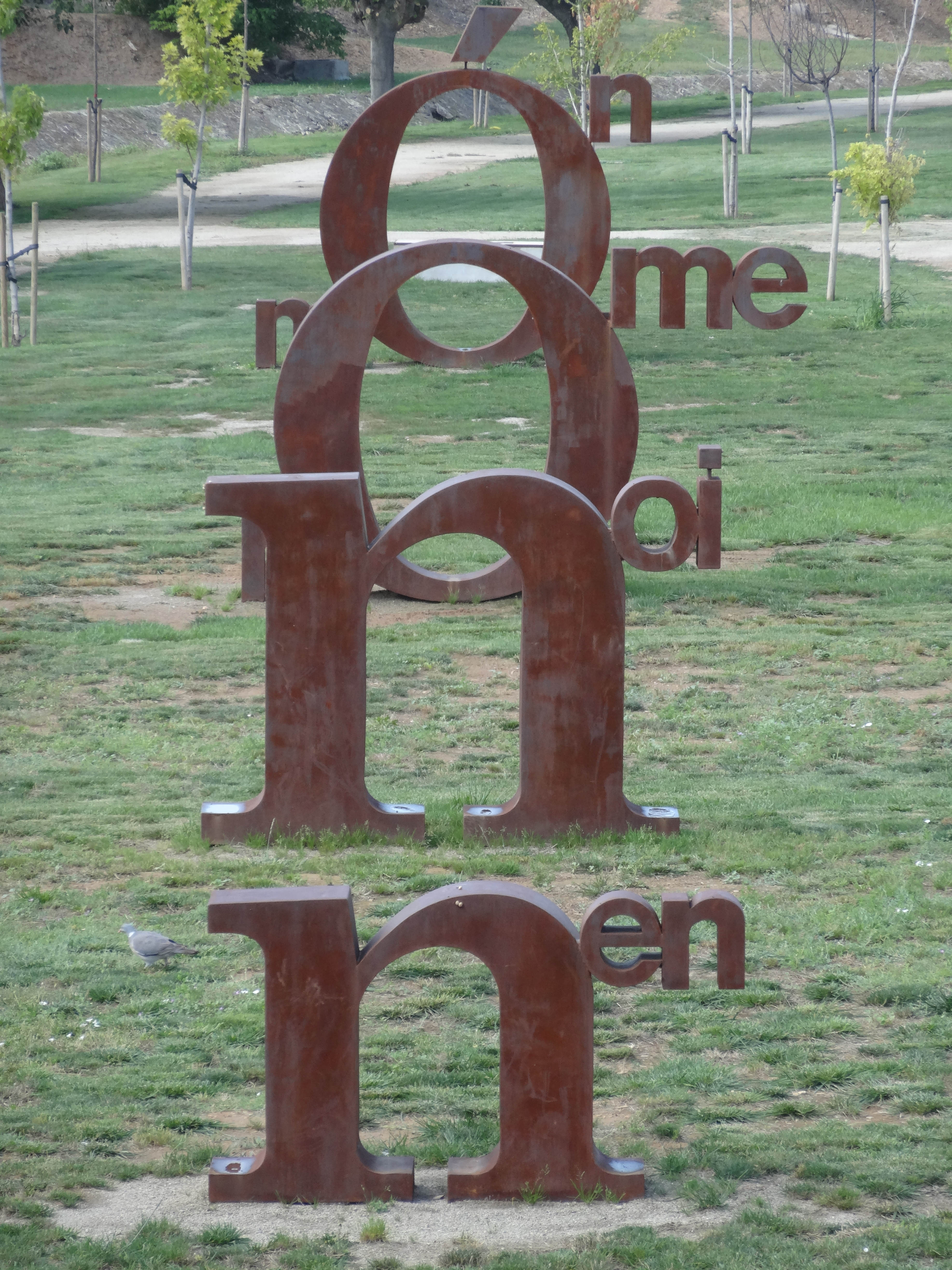
Escultura dissenyada per Jaume Figuera a partir del poema «Formes de vida» de Guillem Viladot ql Parc de Riella d'Agramunt)

Els indrets més significatius de Guillem Viladot, així, també els trobem a Agramunt. Aquests són:
- Parc de Riella:[14] el parc rep el nom de Riella perquè és el topònim fictici que Guillem Viladot va donar a Agramunt. Inaugurat el desembre de 2012, es troba tocant el riu Sió. Hi ha cinc escultures d'acer que inspirades en el poema visual «Formes de vida», amb què l'escriptor va resumir l'existència humana a partir de cinc paraules: «nen, noi, home, món i nyac». L'última, símbol de la mort, té forma d'un taüt de pedra, a diferència de les altres quatre que tenen la forma de grans escultures metàl·liques que reprodueixen lletres. Posats de manera perifèrica hi ha instal·lats cinc faristols, també d'acer, que reprodueixen diferents textos del poeta. Les peces han estat dissenyades per Jaume Figuera, que també n'ha ideat el conjunt de l'espai; Tnumarga és l'empresa responsable del projecte i Jové-Balasch ha construït les peces d'acer.

- Lo Pardal: el 1991 Guillem Viladot compra una casa a la plaça del Pare Gras per transformar-la en Lo Pardal, Casa de la Poesia Visual. Després d'ampliar el projecte amb dos edificis nous, Viladot decideix disposar-hi, creativament, tots els seus poemes visuals, objectes poètics i volumetries amb l'expectativa de convertir-se en el primer espai dedicat a aquest gènere a l'Estat espanyol. El criteri que va seguir Viladot a l'hora de disposar la seva obra dins els espais de les tres cases que formen Lo Pardal es basa en la sensibilitat: és com un recorregut iniciàtic, defugint etiquetes i cronologies, tot seguint el precepte que «el nom no fa la cosa i el concepte mata l'essència». Un cop a l'interior en qualsevol dels espais es poden llegir dues mostres de cançons de Viladot ben als antípodes de l'obra visual que es poden trobar a Lo Pardal.

- Carrer de Sió, 28: En aquesta casa va néixer Guillem Viladot i és on va passar la seva infantesa i joventut. Per això, a bona part de la seva obra, l'escrita especialment, s'hi poden trobar referències. Dona peu per acompanyar-nos en un viatge en el temps per retrobar tota la vida que hi va bategar: el barber Martorell, el sabater Mir, l'estanquer Arturo, la fàbrica tèxtil de cal senyor Magí, etc. El mateix Viladot ens explica el que li suggereix al carrer de Sió mentre hi passeja, en un fragment al seu llibre Itineraris interiors, al qual parla amb la seva gosseta, Urc:[15]

| « | Som al carrer de Sió, Urc, al carrer major del poble. La part més important del comerç és aquí, o gairebé. Si més no la més entranyable. Potser és la memòria que actualitza un passat que magnifica el present. Cansaladeries, drogueries, merceries, estancs i fins i tot uns telers de gèneres de punt. Per què, Urc, s'hi venien tantes espelmes i ciris en aquest carrer? També hi havia un sabater que tocava el clarinet. L'Urc no para d'ensumar les cantonades dels pilars. Deixa'm recordar com a banda i banda hi havia coberts i com hi passejaven els vilatans al capvespre. S'hi feia política, s'hi festejava, s'hi feien amics nous. Aquests coberts encara avui serven aquell fat que embruixa la gent. | » |

- Farmàcia Viladot: La farmàcia Viladot va ser fundada el 1776, tal com indica a la façana un esgrafiat que du la data de 1933, per un tal Merigó, que la traspassà al senyor Benet, la filla del qual es casà amb el besavi de l'escriptor, Antoni Viladot i Sanuy, apotecari i humanista. Guillem Viladot en prengué possessió el 1949, després d'estudiar Farmàcia a la Universitat de Barcelona i casar-se amb Montserrat Felip, farmacèutica com ell. Davant de l'edifici, es pot llegir un poema de Viladot entre humorístic i irònic, de to popular, dedicat a la marihuana, en què recepta herbes a les dones segons les edats.[16]